# Kinderen voor Kinderen

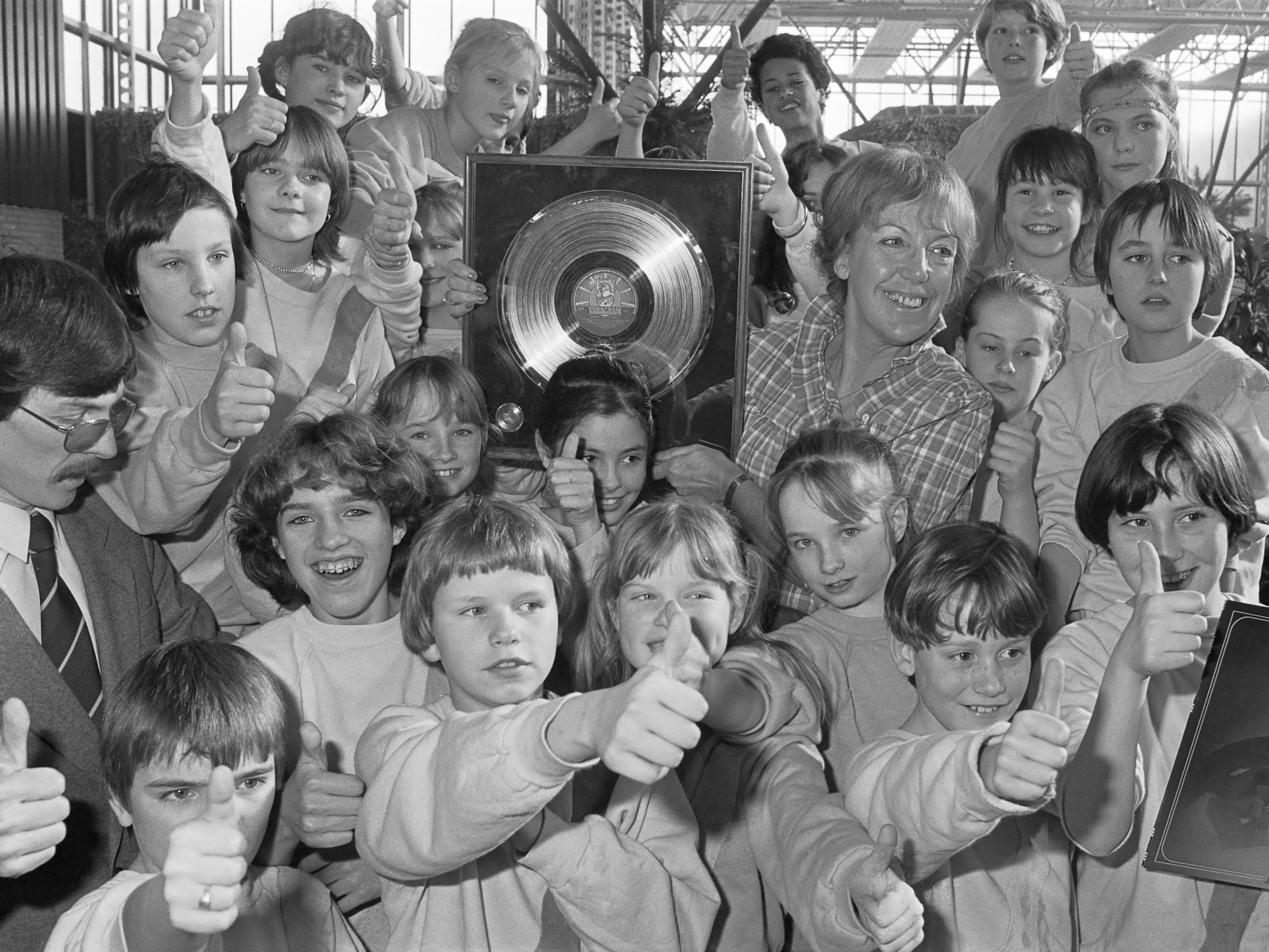
Gründerin Flory Anstadt und Kinderen voor Kinderen (1982)

Kinderen voor Kinderen (dt. Kinder für Kinder) ist seit 1980 der Kinderchor der niederländischen öffentlich-rechtlichen Rundfunkvereinigung BNNVARA (zuvor: VARA) und veröffentlicht seither jährlich ein Album mit Kinderliedern. Die Lieder werden später von BNNVARA in einer auf dem Album basierenden TV-Sendung präsentiert, die seit 2012 sogar live übertragen wird. Kinderen voor Kinderen ist fast jährlich in den niederländischen Charts vertreten.

## Durch Kinderen voor Kinderen bekannt gewordene Persönlichkeiten

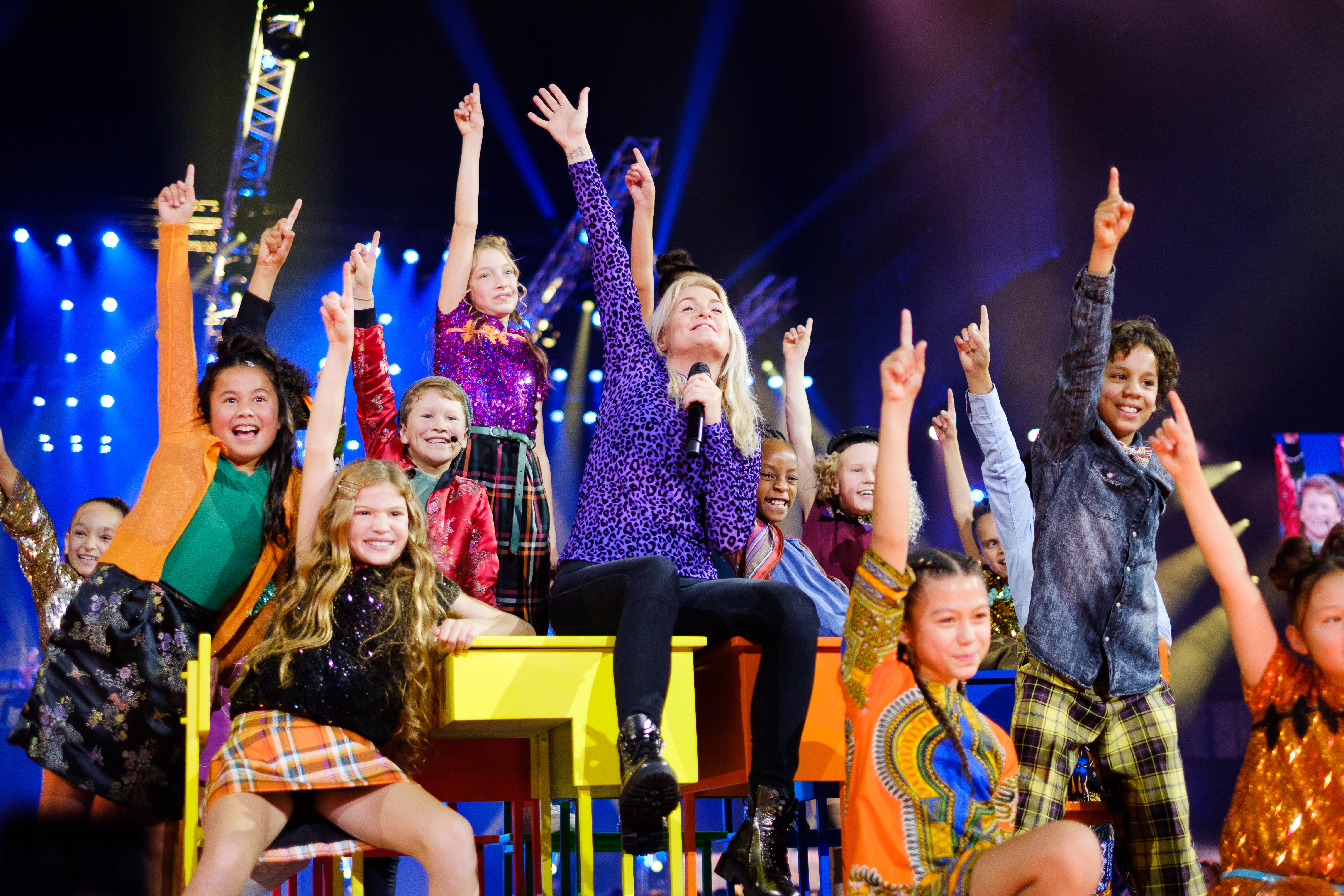
Große Live-Show 2019 in der Rotterdam Ahoy zum 40-jährigen Bestehen von Kinderen voor Kinderen

- Demi van den Bos (Sängerin in der Band Unity, Teilnehmerin am Junior Songfestival und am JESC 2020)
- Holly Mae Brood (Schauspielerin und Moderatorin)
- Iason Chronis (Diskjockey Mason)
- Iwana Chronis (Schauspielerin)
- Sarah Chronis (Schauspielerin)
- Tara Hetharia (Schauspielerin, Sängerin und Tänzerin)
- Meau Hewitt (Singer-Songwriter Meau)
- Elise van der Horst (Sängerin EliZe)
- Mandy Huydts (Sängerin von Frizzle Sizzle)
- Marjon Keller (Sängerin von Frizzle Sizzle, Radiomodaratorin und Off-Sprecherin)
- Iris van Kempen (Sängerin von XYP)
- Levi van Kempen (Schauspieler, Moderator und Sänger)
- Giovanni Kemper (Tänzer, Schauspieler und Sänger)
- Annechien Koerselman (Bühnenregisseur)
- Sterre Koning (Sängerin in der Band Kisses, Teilnehmerin am JESC 2016)
- Samuel Leijten (Junger Ciske in der Musical-Adaption von Ciske de Rat und Sänger von B-Brave)
- Stefania Liberakakis (Sängerin in der Band Kisses, Teilnehmerin am JESC 2016, ESC 2020 und ESC 2021, Schauspielerin und Moderatorin)
- Lizemijn Libgott (Synchronsprecherin)
- Jayda Monteiro da Silva (Sängerin in der Bänd Unity, Teilnehmerin am Junior Songfestival und am JESC 2019)
- Julia Nauta (Sängerin und Schauspielerin)
- Sarah Nauta (Sängerin und Schauspielerin)
- Anita Nederlof (Sängerin und Nachrichtensprecherin)
- Elvira Out (Schauspielerin)
- Anne Rats (Schauspielerin)
- Daniël Samkalden (Theaterproduzent)
- Niels Schlimback (Sänger in der Band FOURCE)
- Daan Speelman (Kabarettist im Duo Speelman en Speelman)
- June te Spenke (Diskjockey Made in June)
- Ferry van der Veer (heute Kelly van der Veer)
- Karin Vlasblom (Sängerin von Frizzle Sizzle)
- Laura Vlasblom (Sängerin Frizzle Sizzle und Schauspielerin)
- Kaj van der Voort (Junger Ciske in der Musical-Adaption von Ciske de Rat und Sänger von B-Brave)
- Mylène Waalewijn (Sängerin im Duo Mylène & Rosanne, Teilnehmerin am Junior Songfestival und am JESC 2013, Schauspielerin und Moderatorin)
- Rosanne Waalewijn (Sängerin im Duo Mylène & Rosanne, Teilnehmerin am Junior Songfestival und am JESC 2013, Schauspielerin und Moderatorin)
- Mark van der Werf (Journalist und Schriftsteller)

## Weitere beteiligte Personen
Moderatoren von Kinderen voor Kinderen waren unter anderem Herman van Veen, Paul de Leeuw, Jochem Myjer und Dieuwertje Blok.
Als Musikproduzenten fungierten bisher
Henk Westrus (KvK 1 bis 9), Jules de Corte (u. a. KvK 8 und 9), Ruud Bos (KvK 10), Henk Temming (KvK 11, 23 und 24), Sander van Herk (KvK 11 und 24), Jan Rietman (KvK 12 bis 15), John van Eijk (KvK 16), Edwin Schimscheimer (KvK 17 und 18), Bob Schimscheimer (KvK 17), René Meister (KvK 19), Ton Scherpenzeel (KvK 20 bis 22), Fluitsma & Van Tijn (KvK 25 bis 31) und Tjeerd Oosterhuis (KvK 32 bis 42). Willem Laseroms ist seit Ausgabe 43 als Musikproduzent tätig.
Produzenten waren Mieps Sluijs (KvK 1 bis 4), Cock Lakerveld (KvK 5 und 6), Hans Peters (KvK 8 und 9), Aleid Smid (KvK 10 bis 13), Heleen Ter Burg (KvK 14 bis 17), Edlef Heeling (KvK 20 bis 24), Julia Wolff (KvK 26), Desiree Derrez (KvK 22 bis 38) und Florence van Duijvendijk (KvK 39 bis 42).
Seit der 43 Ausgabe ist Maaike Fijen als Produzentin tätig.
Seit 1999 stellt das Lucia Marthas Institute For Performing Arts unter Leitung von Lucia Marthas junge Tänzer zur Verfügung, die neben den Chorsängern bei den Konzerten auftreten. Die Tänzer sind keine offiziellen Mitglieder des Chors, obwohl sie fest in die Vorbereitungen eingebunden sind. Auch Cora Ringelberg war als Choreografin beteiligt.
Verschiedene bekannte niederländische Persönlichkeiten traten in den Musikvideos auf.

## Ableger
Verschiedene Wettbewerbe fungierten als Ableger von Kinderen voor Kinderen.
Zwischen 1989 und 1992 wurde das Kinderen voor Kinderen Festival in Zusammenarbeit zwischen VARA und BRT organisiert. Es handelte sich um einen Wettbewerb zwischen flämischen und niederländischen Kinderchören, der in den letzten Wochen vor der Fernsehpräsentation der neuen „Children for Children“-Lieder ausgestrahlt wurde.
Zwischen 1993 und 2013 war das Kinderen voor Kinderen Songfestival ein Liederwettbewerb, bei dem Kinder Lieder des Kinderchors sangen. Es bestand aus provinziellen Vorrunden und einem landesweiten Finale, das live im Fernsehen übertragen wurde. Die zwölf Gewinner jeder Provinz traten in diesem Finale auf. Der Gewinner dieses nationalen Finales durfte beim Kinderen voor Kinderen-Konzert im November auftreten. Der Wettbewerb wurde im April 2013 eingestellt.
2012 und 2013 gab es das Kinderen voor Kinderen Juf & Meester Battle, wo acht Lehrkräfte in fünf Folgen um einen Auftritt in der beim Kinderen voor Kinderen-Konzert konkurrierten.
In Deutschland wurde erstmals 1993 eine Sendung mit dem Titel Kinder für Kinder ausgestrahlt. Die Sendung wurde von Linda de Mol moderiert und bestand hauptsächlich aus übersetzten Liedern, die aus der niederländischen Version der Sendung. Die Sendung, deren Erlös an UNICEF gespendet wurde, wurde von RTL produziert. Die Lieder wurden auf CD veröffentlicht.